# Gul abborre
Gul abborre eller nordamerikansk abborre (Perca flavescens) är en fiskart som finns i Nordamerika. Den ingår i släktet Perca och familjen abborrfiskar. Inga underarter finns listade.

## Utseende
En avlång fisk med tydlig, böjd sidolinje och två ryggfenor; den främre med 12 till 14 hårda taggstrålar, den bakre med 12 till 13 mjukstrålar samt 2 till 3 taggstrålar. Analfenan har 2 taggstrålar och 7 till 8 taggstrålar. Som hos den vanliga abborren är fjällen kölade, vilket gör att huden känns sträv vid beröring. Även färgteckningen påminner om abborrens, med 6 till 8 mörka tvärstrimmor längs kroppen. Grundfärgen är dock mera guldgul, även om ungfiskarna är ljusare, mer vitaktiga. På bakre delen av den främre ryggfenan finns ofta en svart fläck. Buk- och analfenorna har vanligen en gul till rödaktig anstrykning, speciellt på hanen under parningstiden. Som mest kan arten bli 50 cm lång och väga 1,91 kg, men blir vanligtvis inte mycket mer än 19 cm. Honorna växer snabbare och blir ofta större än hanarna.

## Vanor
Den gula abborren är en stimfisk som föredrar förhållandevis grunda, strandnära vatten som floder, strömmar, selvatten, dammar och sjöar. Den kan även gå ut i brackvatten och saltsjöar.
Arten migrerar ut till djupare vatten för att övervintra under hösten. Dock är den fortfarande aktiv under denna period.
Födan, som tas under dagen (under natten förefaller fiskarna vila på bottnen) består av insektslarver, större ryggradslösa djur som snäckor och kräftor, fiskar samt fiskägg. De små ungarna tar plankton. Arten blir inte särskilt gammal; få individer blir mycket äldre än 7 år.

### Fortplantning
Hanarna blir könsmogna mellan 1 och 3 års ålder, honorna mellan 2 och 4 år. Leken sker under april till tidigt i maj vid en vattentemperatur på 7 - 11 °C då fiskarna vandrar till grunda, vegetationsrika vatten med småstens-, grus- eller sandbotten från vinterns övervintringsvatten. Hanarna anländer först. Under leken har varje hona vanligen sällskap av 2 till 5 hanar. I samband med äggläggningen simmar honan över bottnen med kroppen böjd till U-form följd av en av hanarna, medan de övriga är passiva. Därefter avger hon äggen i en lång gelésträng varpå den aktiva hanen får sällskap av minst en av de övriga, som tillsammans avger mjölke. Äggen kläcks efter 8 till 10 dagar; de nykläckta larverna är 4 till 7 mm långa, och har redan fullt utvecklade käkar, tänder och ögon. De håller sig på djupare vatten tills fenorna är fullt utvecklade. Ynglen börjar aktivt ta föda vid 7 mm längd, även om innehållet i gulesäcken inte är förbrukat.

## Betydelse för människan
Arten är en populär matfisk och föremål för både yrkesmässigt fiske och sportfiske. I Stora sjöarna är den en kommersiellt viktig art för fiskare både från USA och Kanada.

## Utbredning
Det ursprungliga utbredningsområdet omfattar Nordamerika från Nova Scotia och Quebec till Northwest Territories i Kanada, samt söderut till Ohio, Illinois och Nebraska. I floderna med utflöde på Atlantkusten går den ner till Santee River i South Carolina. Den gula abborren har införts till alla delstater på USA:s fastland inklusive Alaska.